# Xylophanes mirabilis
Xylophanes mirabilis là một loài bướm đêm thuộc họ Sphingidae. Nó được tìm thấy ở Colombia.
Sải cánh dài khoảng 95 mm.

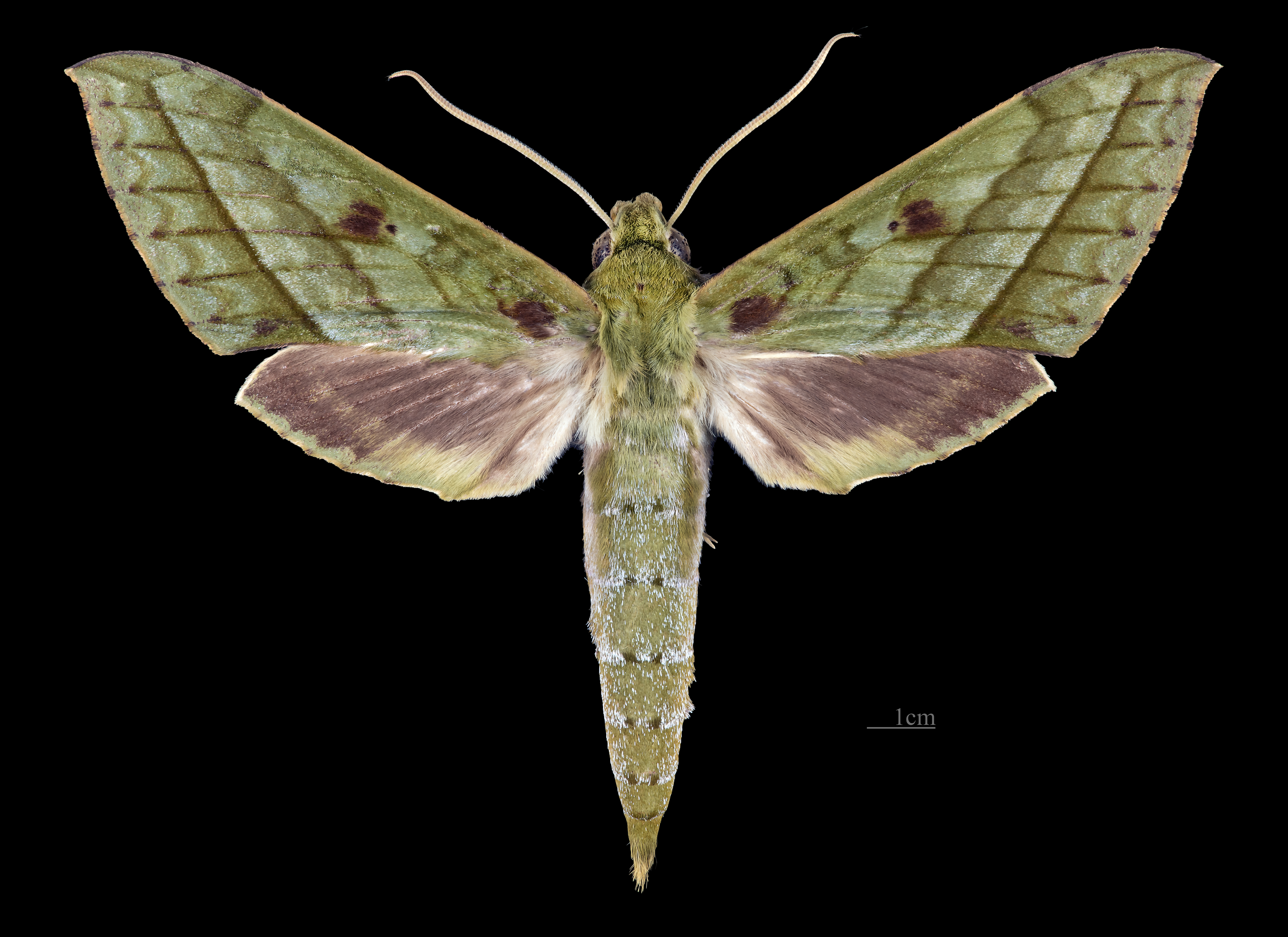
Male dorsal ♂
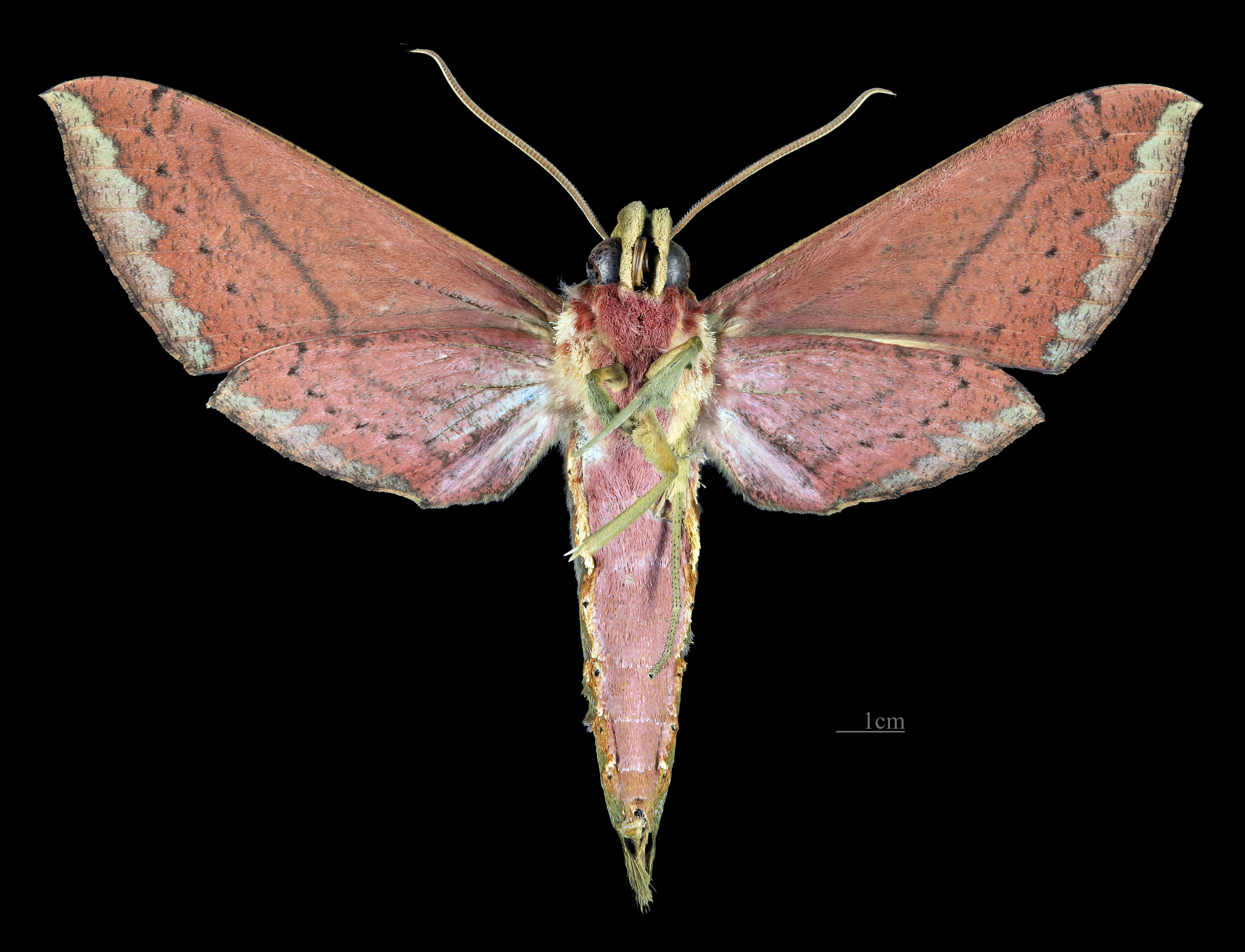
Male ventra ♂  △
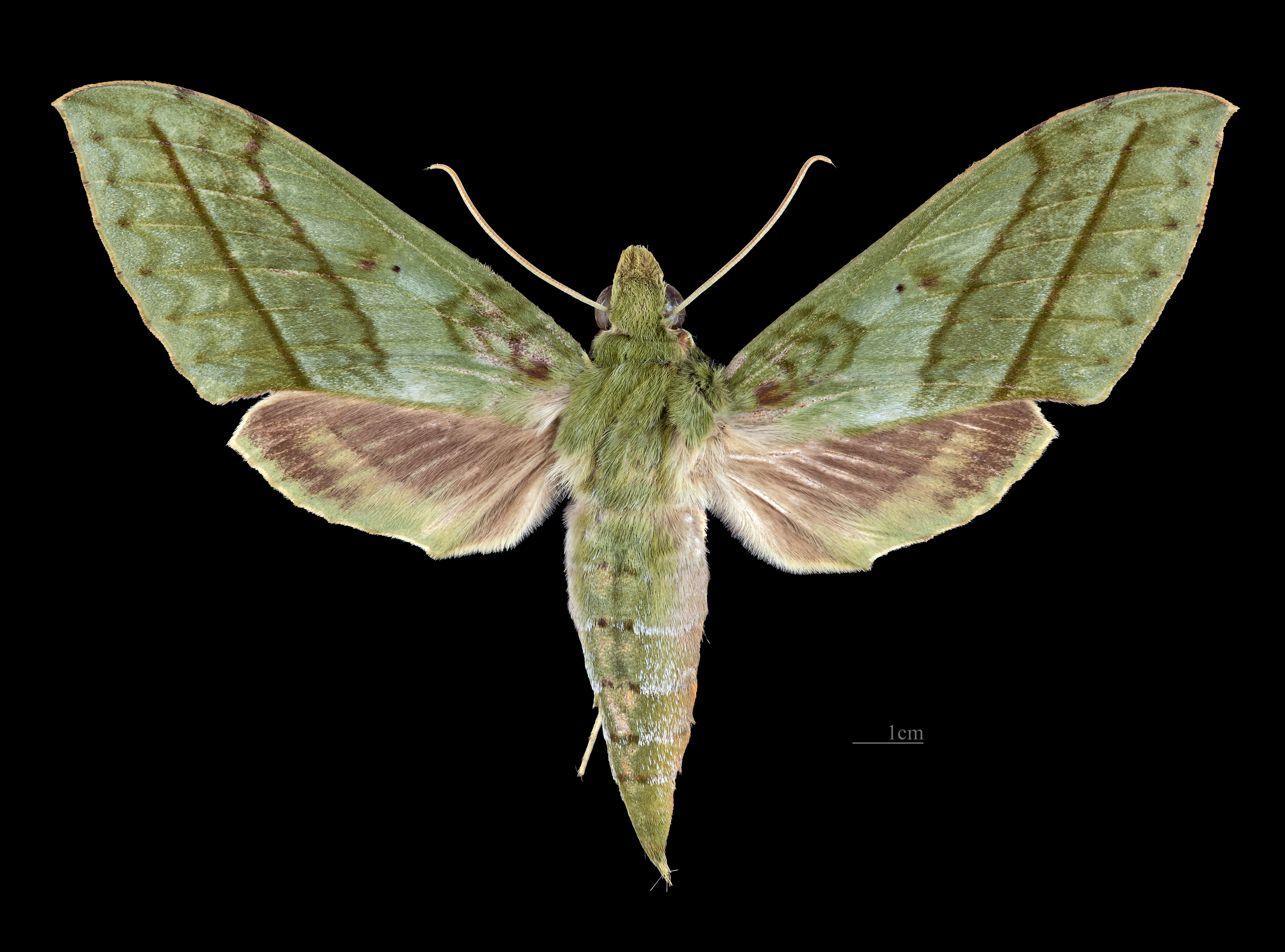
Xylophanes mirabilis  ♀
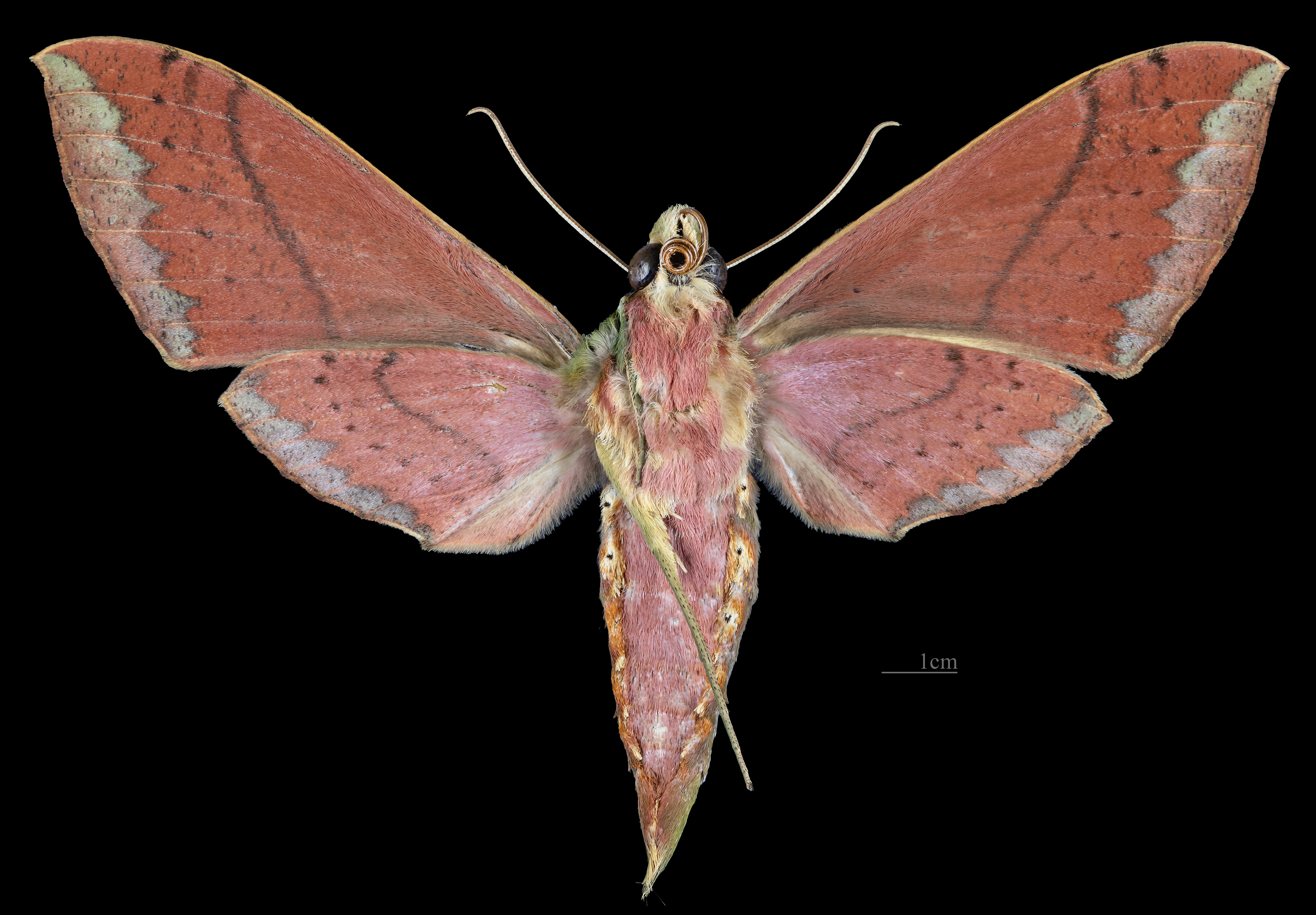
Xylophanes mirabilis ♀ △

Ấu trùng có thể ăn các loài Rubiaceae và Malvaceae.